# Такарліково
Такарлі́ково (рос. Такарликово, башк. Тәкәрлек) — село у складі Дюртюлинського району Башкортостану, Росія. Входить до складу Такарліковської сільської ради.
Населення — 255 осіб (2010; 246 у 2002).
Національний склад:
- татари — 58 %
- башкири — 41 %